# Kilijaarm
Der Kilijaarm (auch Chiliaarm, ukrainisch Кілійське гирло/ rumänisch Brațul Chilia) ist der nördlichste Mündungsarm der Donau ins Schwarze Meer. Zusammen mit den beiden anderen Mündungsarmen, dem Sulinaarm und dem Sankt-Georgs-Arm, bilden sie das Donaudelta.

## Beschreibung

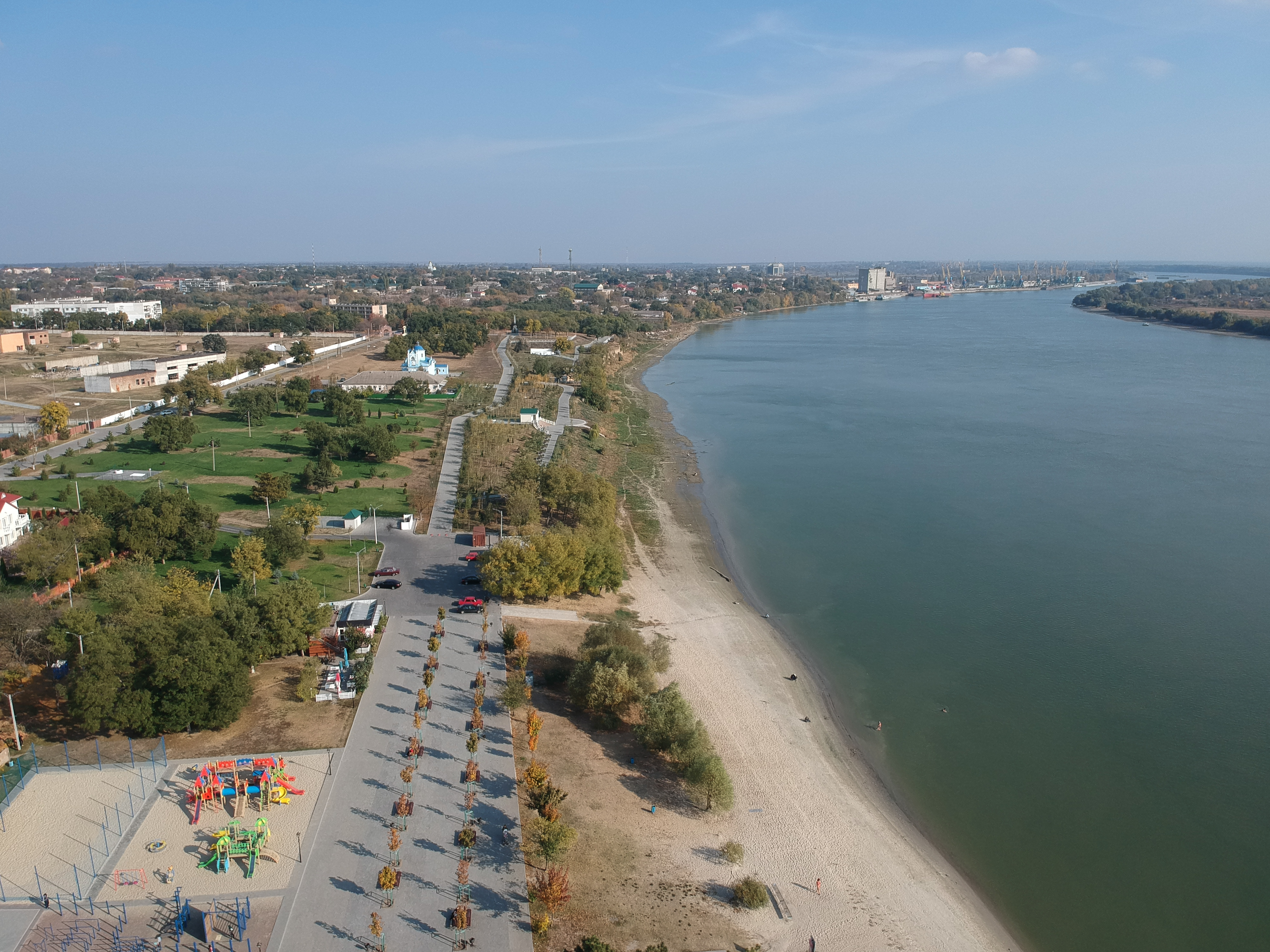
Der Kilijaarm bei Ismajil

Der Kilijaarm ist der wasserreichste Mündungsarm (60 Prozent der Gesamtwassermenge fließt über den Kilijaarm ins Schwarze Meer). Für die Schifffahrt ist er der am meisten benutzte Arm der Donau. Er ist 116 km lang, hat eine eigene Kilometrierung und bildet die Grenze zwischen Rumänien (rechtes Ufer) und der Ukraine (linkes Ufer). Die letzten Kilometer des Kilijaarms liegen auf beiden Seiten in der Ukraine. Namensgebend ist die ukrainische Stadt Kilija.
Am linken Ufer des Kilijaarmes liegen die bedeutenden ukrainischen Hafenstädte Ismajil (km 90), Kilija (km 47) und Wylkowe (km 19).